# Neuvillette-en-Charnie
Neuvillette-en-Charnie is een gemeente in het Franse departement Sarthe (regio Pays de la Loire) en telt 213 inwoners (1999). De plaats maakt deel uit van het arrondissement Mamers.

## Geografie
De oppervlakte van Neuvillette-en-Charnie bedraagt 14,3 km², de bevolkingsdichtheid is 14,9 inwoners per km².
De onderstaande kaart toont de ligging van Neuvillette-en-Charnie met de belangrijkste infrastructuur en aangrenzende gemeenten.

## Demografie
Onderstaande figuur toont het verloop van het inwonertal (bron: INSEE-tellingen).
1. ↑  Populations de référence 2022.